# Ragnitz
Ragnitz osztrák község Stájerország Leibnitzi járásában. 2017 januárjában 1458 lakosa volt.

## Elhelyezkedése

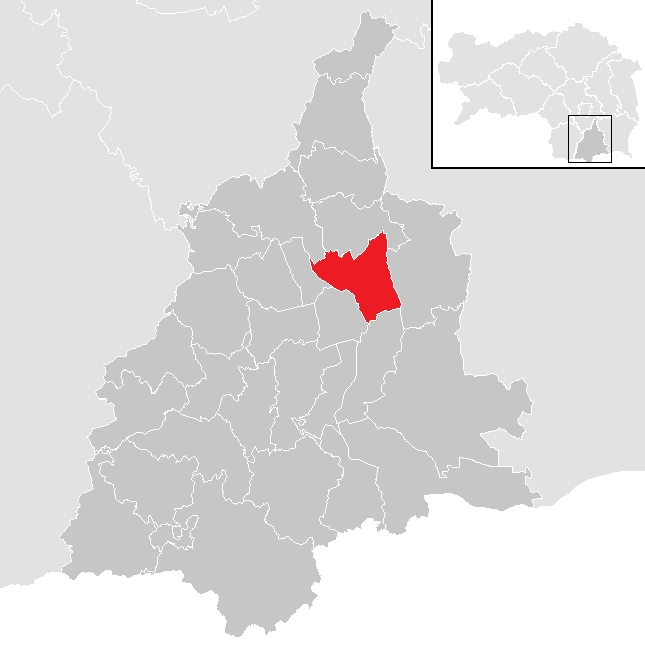
Ragnitz a Leibnitzi járásban

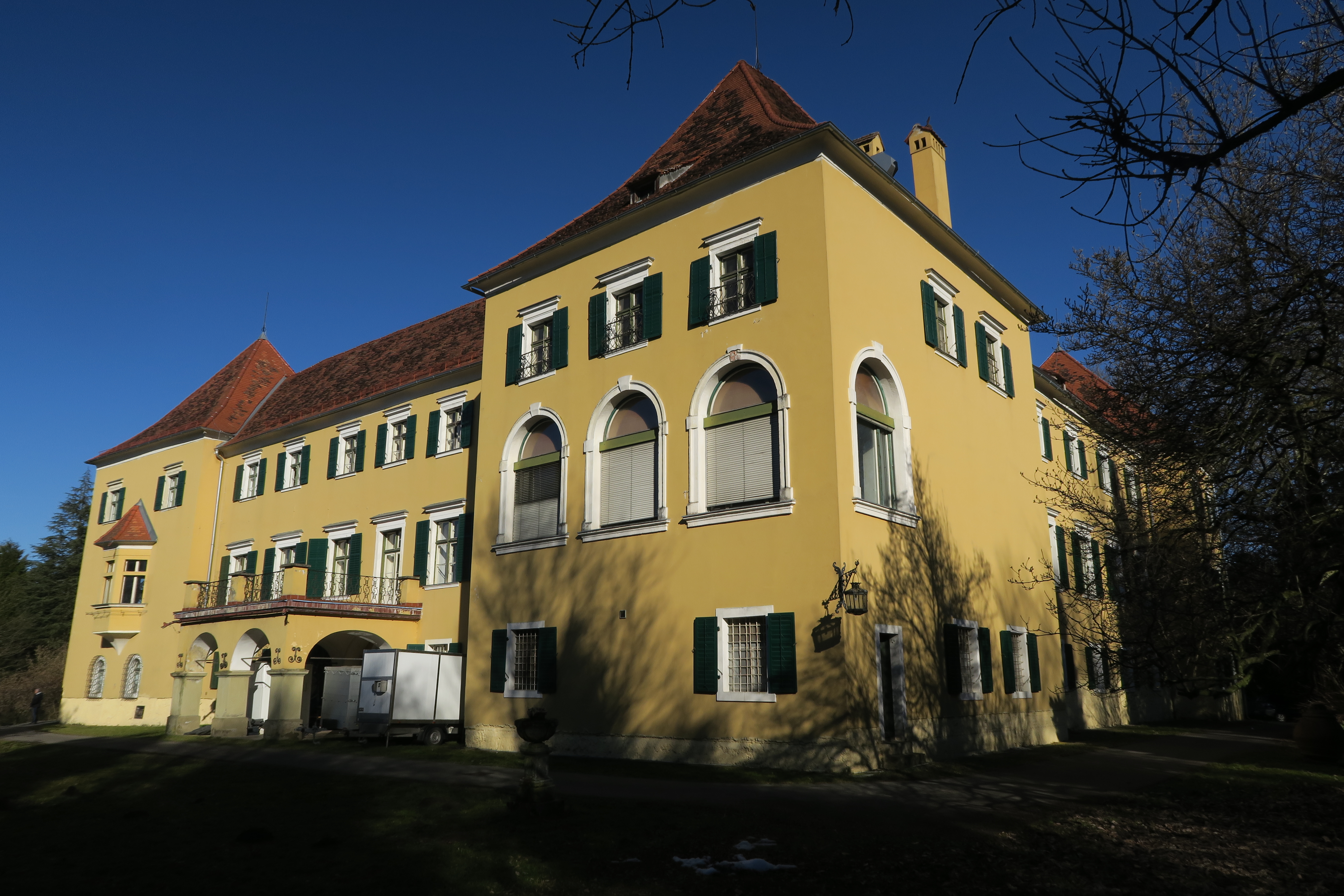
A Laubegg-kastély

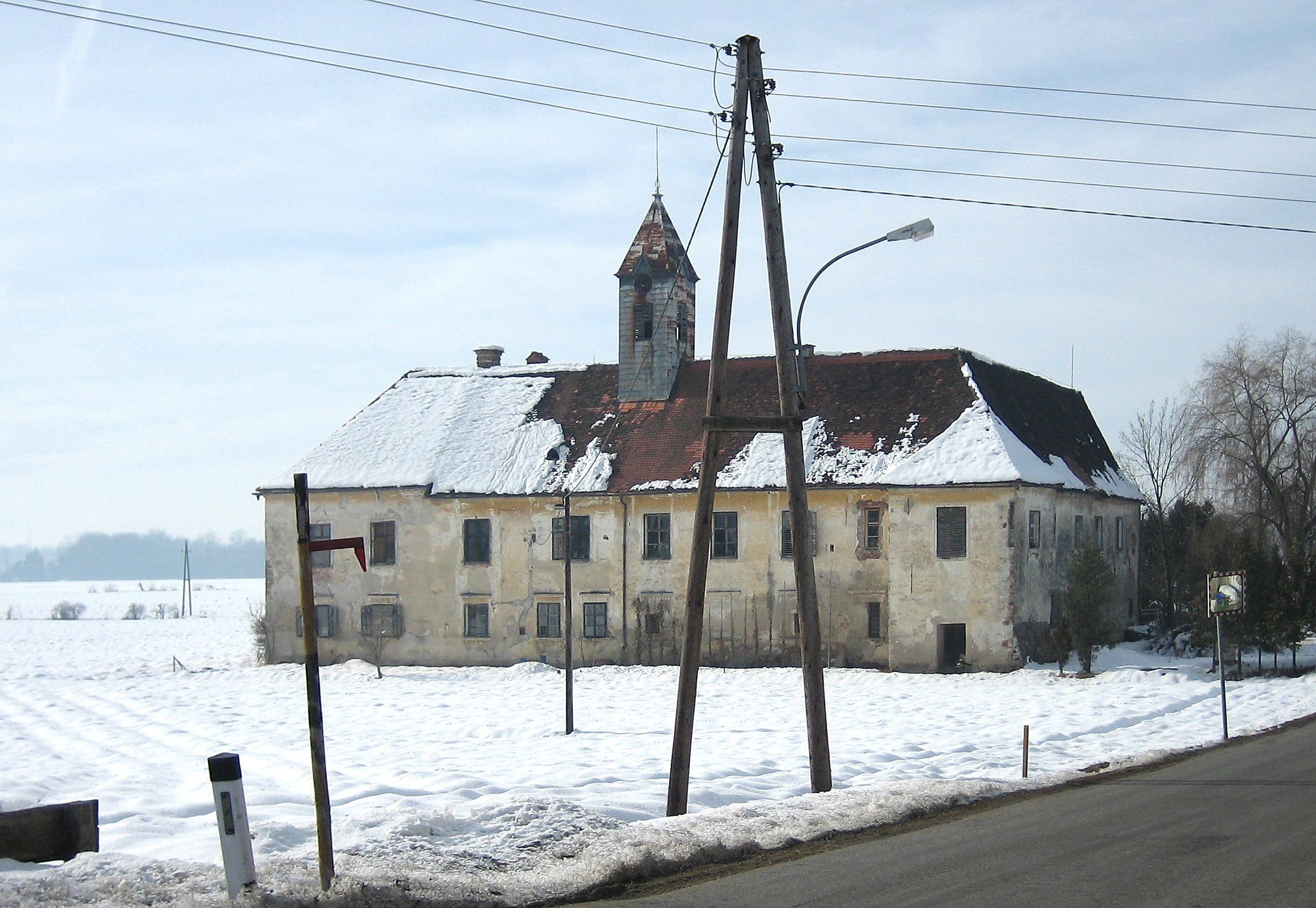
A Rohr-kastély

Ragnitz a tartomány déli részén fekszik a Nyugat-Stájerország régióban, a Murától keletre. Az önkormányzat 3 katasztrális községben (Badendorf, Haslach, Ragnitz) 9 falut egyesít: Badendorf (228 lakos), Edelsee (52), Gundersdorf (111), Haslach an der Stiefing (219), Laubegg (204), Oberragnitz (74), Oedt (182), Ragnitz (320), Rohr (66).
A környező települések: északra Sankt Georgen an der Stiefing, keletre Schwarzautal, délre Gabersdorf, délnyugatra Gralla, nyugatra Lebring-Sankt Margarethen, északnyugatra Wildon.

## Története
Ragnitz önkormányzata 1850-ben alakult meg. Miután 1938-ban a Német Birodalom annektálta Ausztriát, Ragnitz a Stájerországi reichsgauhoz került. A második világháború után egészen 1955-ig brit megszállás alá került.
1969-ben a szomszédos, addig önálló Badendorf és Haslach községeket egyesítették Ragnitz-cal. Mivel mindhárom falunak volt kastélya, az egyesült önkormányzatot nem hivatalosan "háromkastélyos községnek" (Dreischlössergemeinde) nevezik.

## Lakosság
A ragnitzi önkormányzat területén 2017 januárjában 1458 fő élt. 2015-ben a helybeliek 96,6-a volt osztrák állampolgár; a külföldiek közül 0,8% a régi (2004 előtti), 2,2% az új EU-tagállamokból érkezett. 0,3% a volt Jugoszlávia (Szlovénia és Horvátország nélkül) vagy Törökország, 0,1% egyéb országok polgára. 2001-ben 92,6% római katolikusnak, 1,8% evangélikusnak, 0,4% ortodox kereszténynek, 3,7% pedig felekezet nélkülinek vallotta magát. 

## Látnivalók

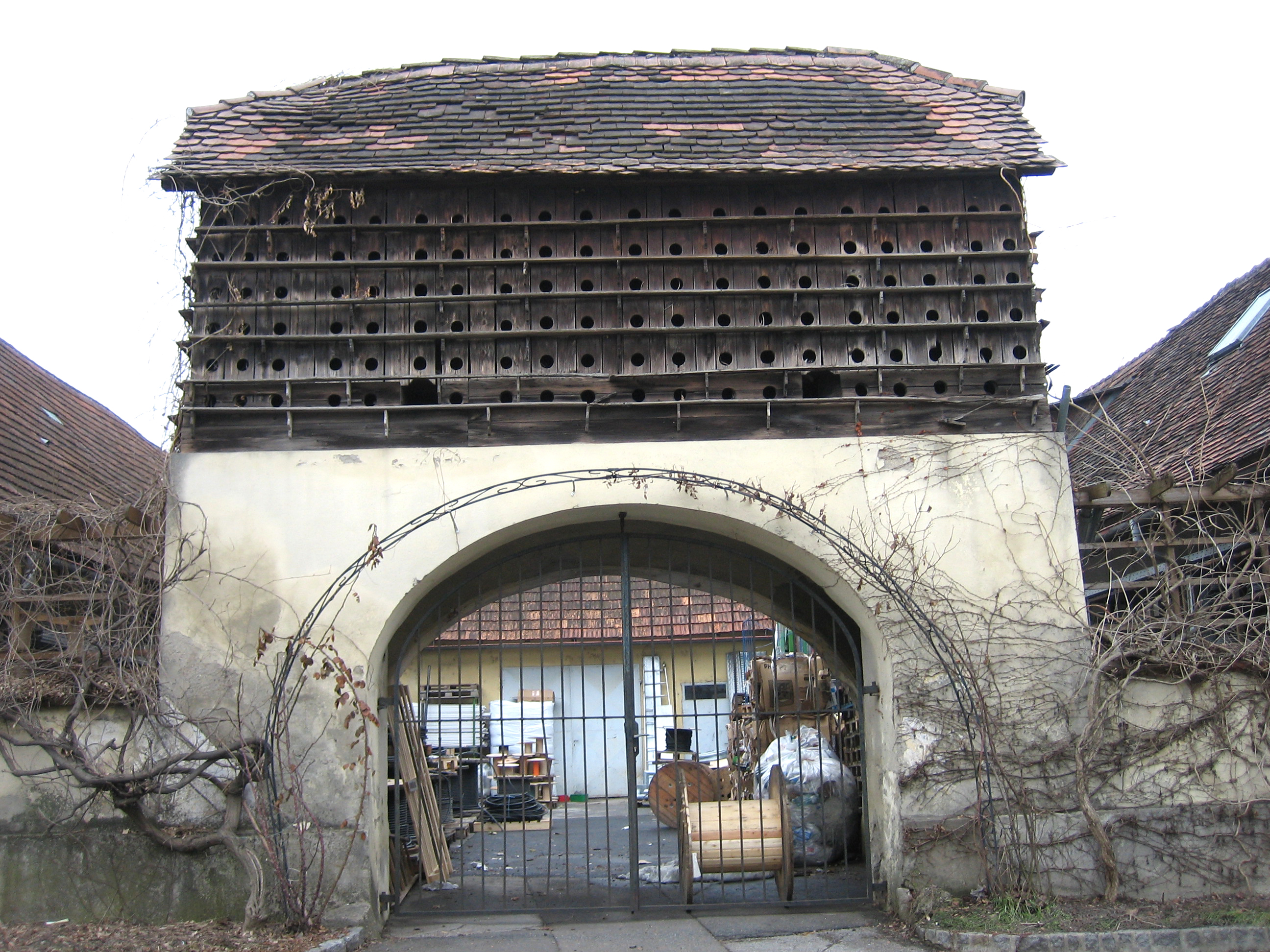
A ragnitzi galambdúc

- a ragnitzi Laubegg-kastély (akkor még vár) eredetileg az Eppenstein-családhoz, később a Mureck-, majd a Wildon-famíliához tartozott. Első ismert várura a Wildon-csatlós Ullinus de Lovbeke volt 1254-ben. 1302-ben III. Hartnid von Wildon kénytelen volt kártérítésként átadni a seckaui püspöknek, bár hűbérbirtokként visszakapta tőle. Röviddel később, 1308-ban a várat és a birtokot a grazi Walsee-család kapta meg, majd az ő 1363-as kihalásuk után a Pettauk kapták meg az egyházi hűbérbirtokot. Az utolsó Pettau 1438-ban meghalt és Agnes lányától a birtok III. Frigyes királyhoz (később császárhoz) került. 1532-ben a törökök  elpusztították, 1561-ben újjáépítették. Ma a Vöröskereszt oktatóközpontja működik benne.
- a haslachi Rohr-kastély a 12. században épült vízzel körülvett várként. 1630-ban a reini apátság szerezte meg és az apát pihenőhelyeként szolgált. A 17-18. században kibővítették, ekkor kapta mai külsejét. 1953-ban az apátság eladta, azóta magánkézben van. A kastély igen rossz állapotban van, egyes részei az összedőlés szélén állnak. A Denkmal Steiermark műemlékvédő szervezet igyekszik megmenteni az épületet.
- a badendorfi Frauheim-kastély a 17. században épült. Négy szárnya egy négyszögletes udvart fog közre. Kétszintes kápolnája a déli szárnyban található.
- a ragnitzi kápolna
- a műemléki védelem alatt álló galambdúc

## Fordítás
- Ez a szócikk részben vagy egészben  a   Ragnitz című német Wikipédia-szócikk ezen változatának fordításán alapul.  Az eredeti cikk szerkesztőit annak laptörténete sorolja fel. Ez a jelzés csupán a megfogalmazás eredetét és a szerzői jogokat jelzi, nem szolgál a cikkben szereplő információk forrásmegjelöléseként.